# Понте дел Моро (Белуно)
Понте дел Моро (итал. Ponte del Moro) је насеље у Италији у округу Белуно, региону Венето.
Према процени из 2011. у насељу је живело 10 становника. Насеље се налази на надморској висини од 983 м.